# Seamus Deane
Seamus Deane (Derry, 9 febbraio 1940 – Dublino, 12 maggio 2021) è stato uno scrittore britannico autore di svariate raccolte di letteratura irlandese.

## Biografia
Nella sua più imponente opera, The Field Day Antology of Irish Writing, Deane inserisce le opere letterarie della storia dell'Irlanda che egli ritiene più significative. Alcuni dei testi in essa raccolti risultano di lingua latina o di lingua gaelica ancora non tradotte. Membro della Field Day Theatre Company, ha insegnato all'Università di Dublino e in un'università dell'Indiana. In uno dei suoi romanzi (Reading in the Dark) Deane ha descritto, con elementi spesso ai limiti del soprannaturale, la vita quotidiana dell'Irlanda del Nord durante il Secondo Dopoguerra. Quest'opera ha valso a Deane il Guardian Fiction Prize e premio Ruffino Antico Fattore, entrambi consegnatigli nel 1998.